# Distretto di Malvas
Il distretto di Malvas è un distretto del Perù nella provincia di Huarmey (regione di Ancash) con 1.045 abitanti al censimento 2007 dei quali 362 urbani e 683 rurali.
È stato istituito il 10 febbraio 1892.